# Olga Oelkers
Olga Oelkers   (Berlín, 21 de maig de 1887 - Frankfurt del Main, 10 de gener de 1969) va ser una tiradora d'esgrima alemanya que va competir durant les dècades de 1920 i 1930.
El 1928 va prendre part en els Jocs Olímpics d'Amsterdam, on guanyà la medalla de bronze en la prova del floret individual del programa d'esgrima. Vuit anys més tard, als Jocs de Berlín, quedà eliminada en sèries en la prova del floret individual del programa d'esgrima.
En el seu palmarès també destaquen tres medalles en la prova de floret per equips al Campionat d'Europa d'esgrima, una d'or (1936), una de plata (1934) i una de bronze (1935); i cinc campionats nacionals.